# UTC+7:00
UTC+7 — часовой пояс для ряда стран Юго-Восточной и частично Северной Азии.

## Круглый год
- Россия (Западная Сибирь) — МСК+4:
  -  Алтайский край (весь)
  -  Красноярский край (весь)
  -  Кемеровская область (вся)
  -  Новосибирская область (вся)
  -  Томская область (вся)
  -  Республика Алтай (вся)
  -  Хакасия (вся)
  -  Тыва (вся)
- Вьетнам
- Индонезия (западная часть):
  - Ява (вся)
    - Джакарта
    - Джокьякарта
    - Бантен
    - Восточная Ява
    - Западная Ява
    - Центральная Ява

  - Суматра (вся)
    - Ачех
    - Банка-Белитунг
    - Бенкулу
    - Джамби
    - Лампунг
    - Риау
    - Острова Риау
    - Западная Суматра
    - Северная Суматра
    - Южная Суматра

  - Калимантан (западная и юго-западная части):
    - Западный Калимантан
    - Центральный Калимантан
- Камбоджа
- Лаос
- Монголия (западная (алтайская) часть)
  - Увс
  - Ховд
  - Баян-Улгий
- Таиланд